# Marine Vacth
Marine Vacth (/ma.ʁin vakt/,) est une actrice et mannequin française, née le 9 avril 1991 à Paris.
Elle est révélée en 2013, à vingt-deux ans grâce à son rôle principal dans le drame Jeune et Jolie de François Ozon, qui lui a valu plusieurs nominations, notamment au César du meilleur espoir féminin. Elle a de nouveau travaillé avec Ozon en 2017 dans le thriller érotique L'Amant double, librement adapté d'une nouvelle de Joyce Carol Oates et présenté au Festival de Cannes.
Elle a également tenu des rôles notables dans le film ADN de Maïwenn, dans la comédie noire Mascarade de Nicolas Bedos (2022), où elle partage l'affiche avec Isabelle Adjani, Pierre Niney, Laura Morante et François Cluzet, ainsi que dans Pinocchio de Matteo Garrone, dont elle a prêté sa voix à la version française. Elle a aussi participé à la série télévisée Moloch (2020) et récemment dans le prochain film Badh (2025).

## Biographie

### Jeunesse et mannequinat
Marine Vacth naît le 9 avril 1991 dans le 12e arrondissement de Paris. Son père est conducteur routier et sa mère, comptable,. Elle grandit à Maisons-Alfort, où elle étudie au lycée Eugène-Delacroix.
Elle a un frère cadet, avec qui elle développe une relation plus étroite à l’âge adulte.
Elle pratique le judo dans son enfance, jusqu’à atteindre la ceinture marron.
Repérée par une agence de mannequins à l'âge de quinze ans,, elle entame alors une carrière dans le mannequinat. Elle devient notamment l'égérie publicitaire du parfum Parisienne d'Yves Saint Laurent, de la marque Chaumet ainsi que celle de prêt-à-porter Chloé. Bien qu'elle exerce dans ce domaine plusieurs années, elle indique par la suite que la mode ne correspondait pas à ses aspirations personnelles.

### Carrière

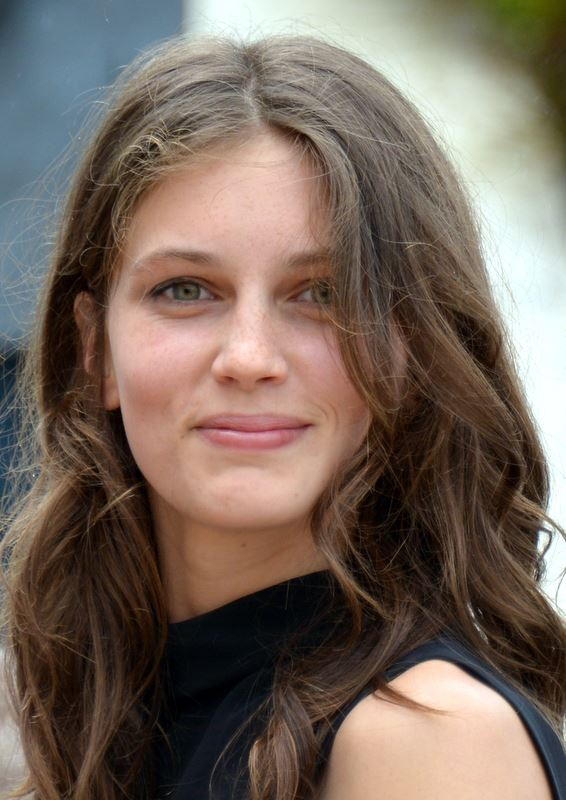
L'actrice lors de la première de Jeune et Jolie au Festival de Cannes 2013.

Cédric Klapisch la remarque et lui confie le rôle de Tessa dans son film Ma part du gâteau (2011). Elle enchaîne ensuite dans Ce que le jour doit à la nuit d'Alexandre Arcady.
En 2013, François Ozon la choisit pour incarner le rôle principal dans Jeune et Jolie, présenté au Festival de Cannes 2013. Sa prestation est saluée par la critique et lui vaut une nomination au César du meilleur espoir féminin en 2014.

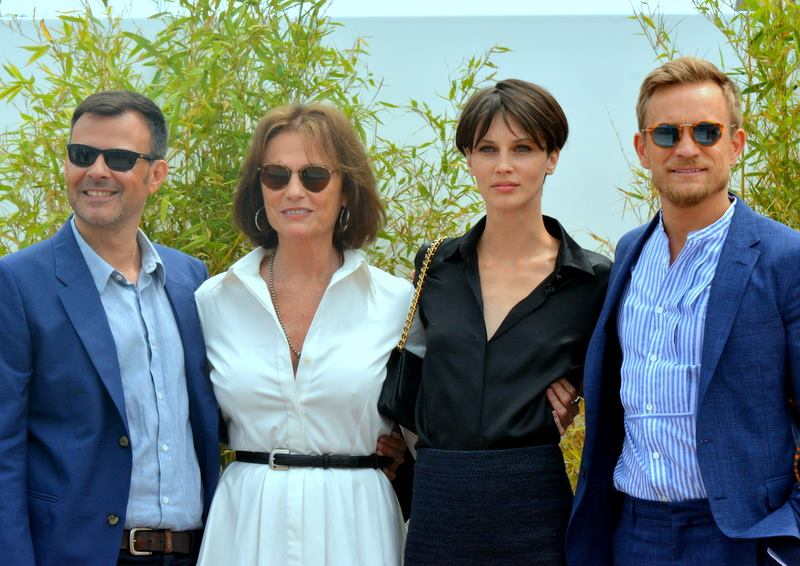
Marine Vacth, en 2017, avec François Ozon, Jacqueline Bisset et Jérémie Renier.

Après une pause de deux ans, elle incarne, en 2015, le rôle de Louise dans la comédie dramatique Belles Familles de Jean-Paul Rappeneau, présenté au Festival du film francophone d'Angoulême.
En 2016, elle apparaît dans La Confession, un thriller de Nicolas Boukhrief, où elle interprète le personnage de Barny.
En 2017, elle collabore une deuxième fois avec François Ozon sur L'Amant double, présenté lui aussi au Festival de Cannes, poursuivant ainsi sa carrière.
En 2019, elle prête sa voix en version française à la fée Bleue dans l’adaptation du classique Pinocchio réalisée par Matteo Garrone.
En 2020, elle joue un rôle secondaire dans ADN, un drame familial réalisé par Maïwenn, dans lequel elle incarne Lilah.
La même année, elle tient un rôle principal dans la mini-série télévisée Moloch.
En 2022, elle est à l’affiche de plusieurs films : elle joue dans Entre la vie et la mort de Giordano Gederlini, Le Soleil de trop près de Brieuc Carnaille, et joue l’un des rôles principaux dans Mascarade, une comédie dramatique écrite et réalisée par Nicolas Bedos, aux côtés de Pierre Niney, François Cluzet et Isabelle Adjani. Le film est présenté hors compétition au Festival de Cannes 2022, avant sa sortie en salles en octobre de la même année.

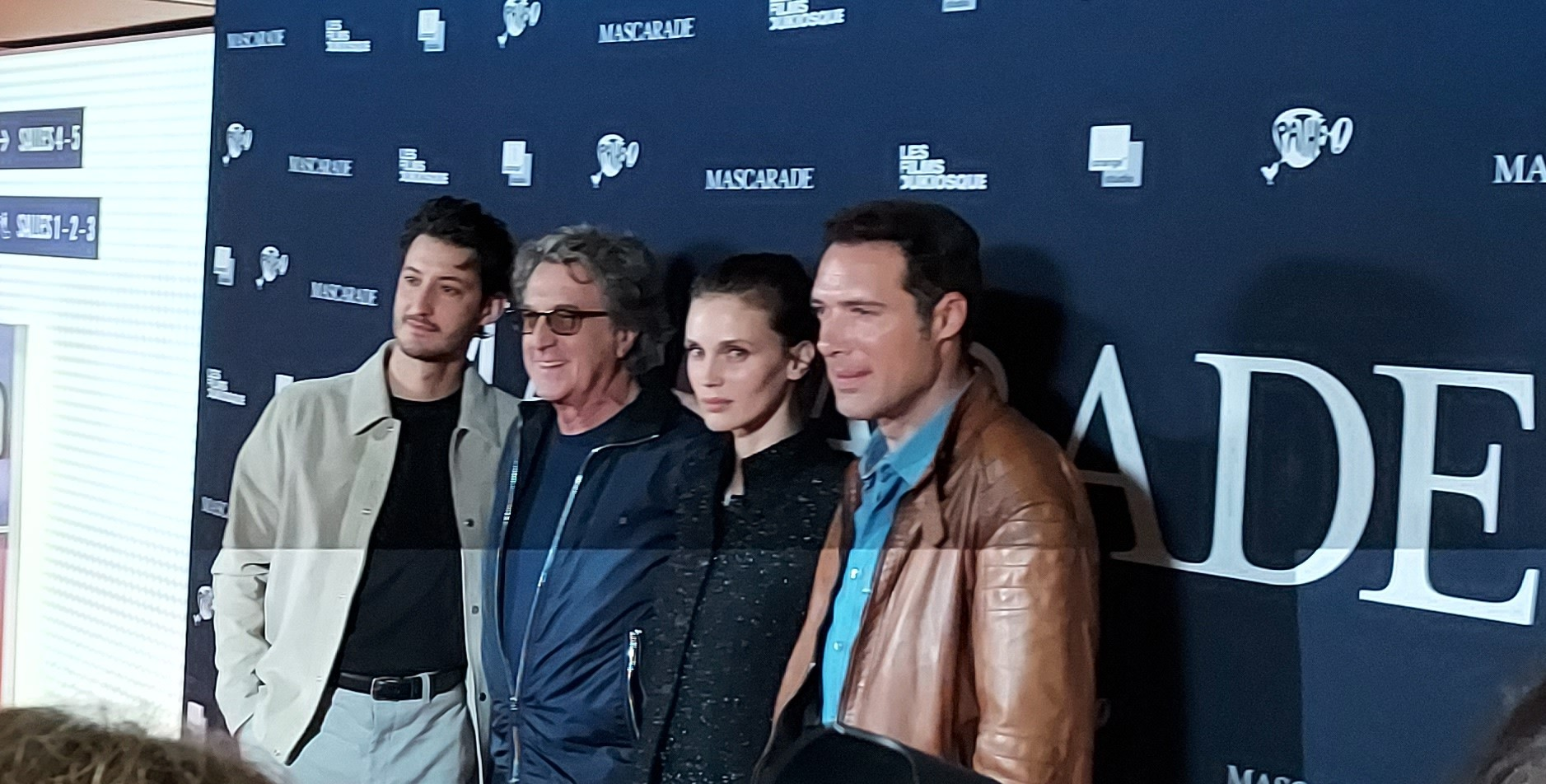
Marine Vacth avec Pierre Niney, François Cluzet et Nicolas Bedos lors de l’avant-première du film Mascarade à Paris.

Se définissant elle-même comme introvertie, elle est peu présente dans les médias et accorde peu d'interviews.

### Vie privée
Elle partage sa vie avec le photographe français Paul Schmidt, avec qui elle a un fils né en 2014.

## Filmographie

### Cinéma

#### Longs métrages
Années 2010
- 2011 : Ma part du gâteau de Cédric Klapisch : Tessa
- 2012 : Ce que le jour doit à la nuit d'Alexandre Arcady : Isabelle Rucillio (adulte)
- 2013 : Jeune et Jolie de François Ozon : Isabelle
- 2015 : Belles Familles de Jean-Paul Rappeneau : Louise
- 2016 : La Confession de Nicolas Boukhrief : Barny
- 2017 : L'Amant double de François Ozon : Chloé
- 2017 : Si tu voyais son cœur de Joan Chemla : Francine
- 2019 : Pinocchio de Matteo Garrone : La fée Bleue (VO : Domitilla D'Amico ; VF : elle-même)

Années 2020
- 2020 : ADN de Maïwenn : Lilah
- 2022 : Entre la vie et la mort de Giordano Gederlini : Virginie
- 2022 : Le Soleil de trop près de Brieuc Carnaille : Sarah
- 2022 : Mascarade de Nicolas Bedos : Margot

- 2025 : Badh de Guillaume de Fontenay : Alma[16]

#### Court métrage
- 2012 : L'Homme à la cervelle d'or de Joan Chemla : Alice

### Télévision

#### Série télévisée
- 2020 : Moloch : Louise

## Distinctions

### Récompenses
- 2013 : Prix L'essence du talent lors du Festival du film français de Florence pour Jeune et Jolie
- 2016 : Prix d'interprétation féminine au Festival du film de Sarlat pour La Confession

### Nominations
- 2014 : Prix Romy-Schneider pour Jeune et Jolie
- 2014 : Révélation féminine aux Lumières de la presse internationale pour Jeune et Jolie
- 2014 : César du meilleur espoir féminin à la 39e cérémonie des César pour Jeune et Jolie